# Arceuthobium pusillum
Arceuthobium pusillum är en sandelträdsväxtart som beskrevs av M.E. Peck. Arceuthobium pusillum ingår i släktet Arceuthobium och familjen sandelträdsväxter. Inga underarter finns listade i Catalogue of Life.